# Fähre Kiewitt–Hermannswerder

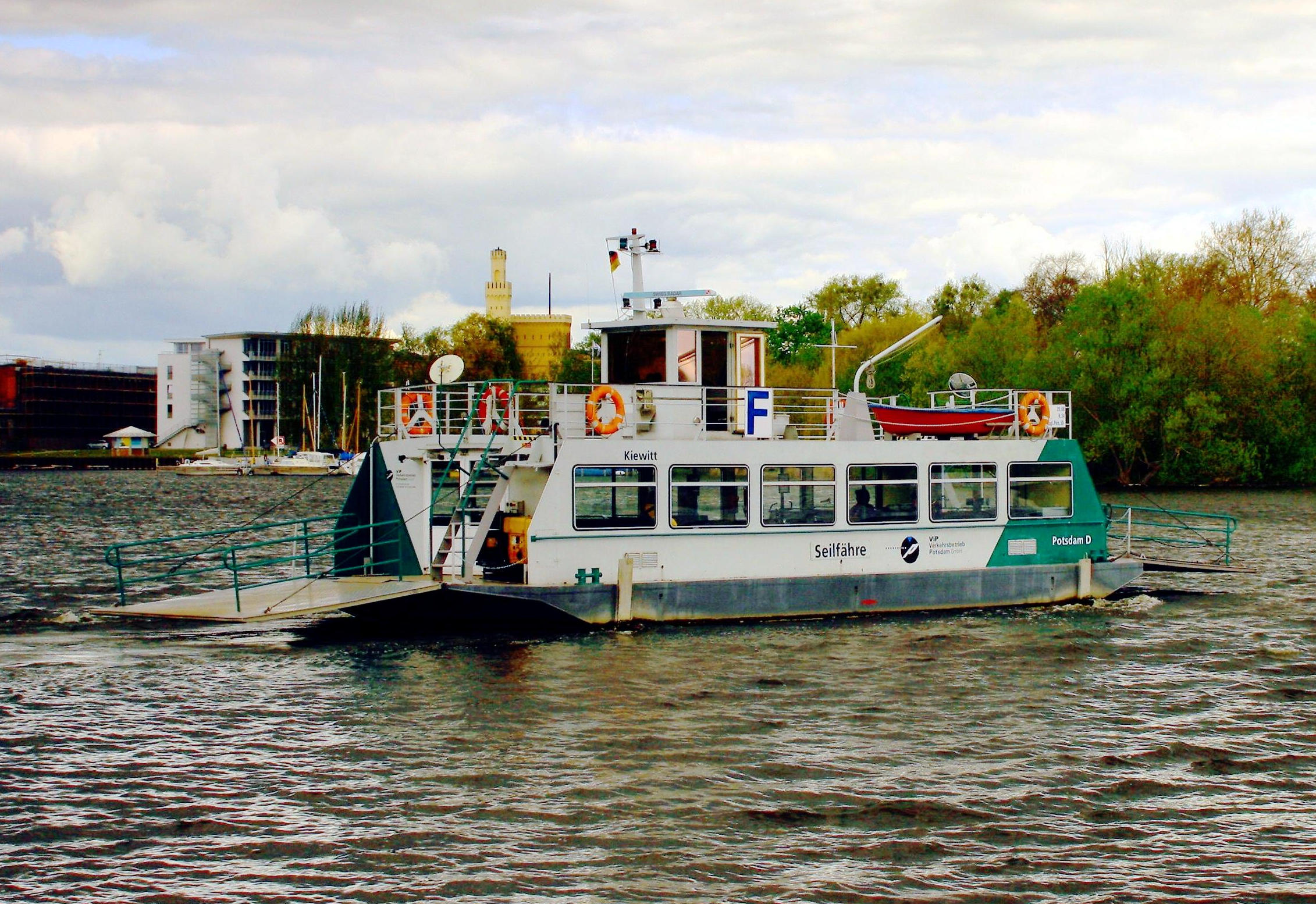
Fähre Kiewitt

Die Fähre Kiewitt ist eine Grundseilfähre in Potsdam über die Havel am Nordende des Templiner Sees, die zwischen Kiewitt und Hermannswerder den Fluss auf einer Strecke von 227 Metern überquert. Die von den Verkehrsbetrieben Potsdam betriebene Fähre trägt die Nummer F1 und fährt täglich zwischen 7 Uhr und 18:30 Uhr im 15- oder 30-Minuten-Rhythmus.